# Robert Maxwell

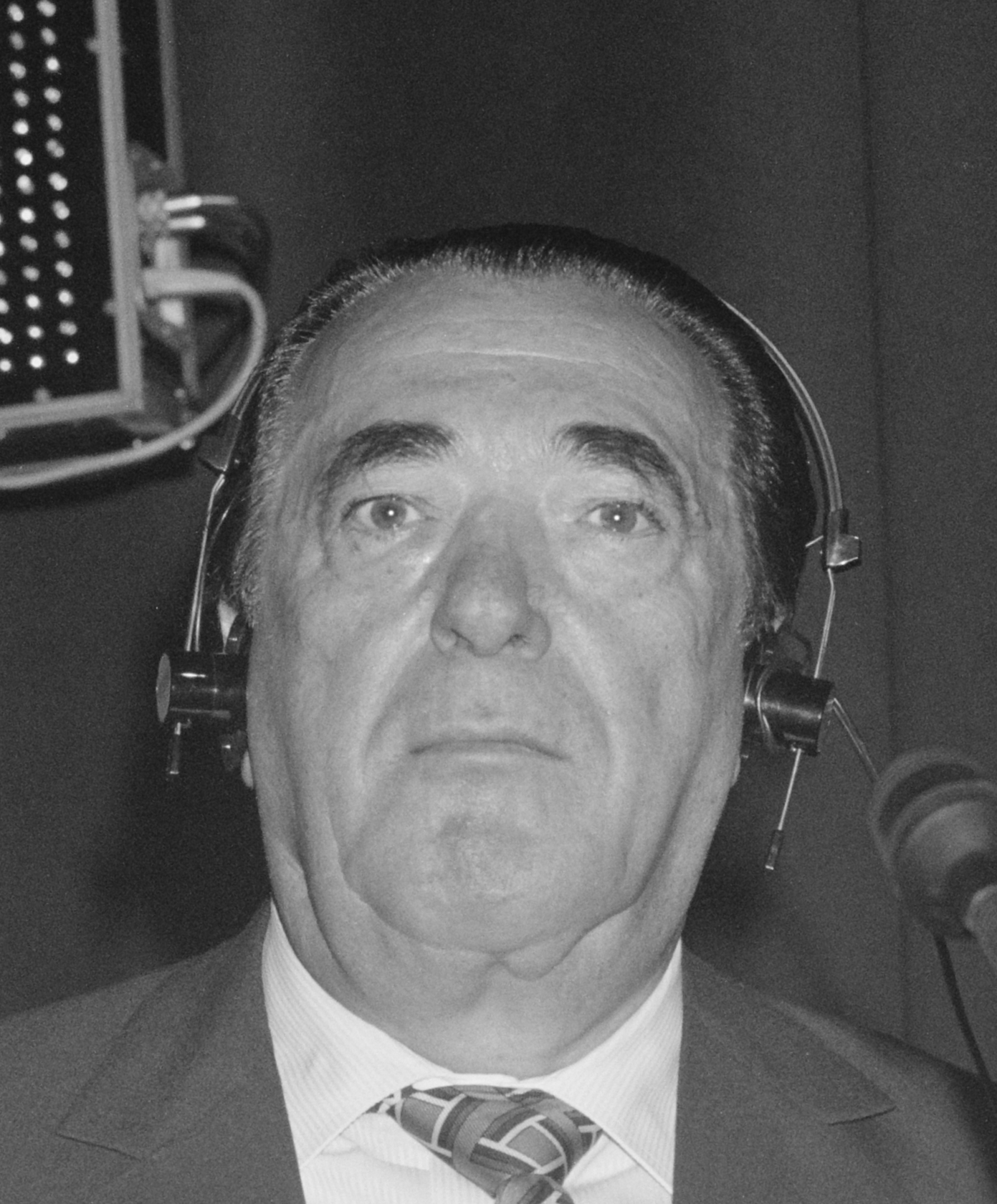
Robert Maxwell (1989)

Ian Robert Maxwell (* 10. Juni 1923 als Ján Ludvík Hoch in Slatinské Doly, Tschechoslowakei; † 5. November 1991 bei Teneriffa) war ein tschechoslowakisch-britischer Verleger, Unternehmer und Politiker der Labour Party. 

## Leben
Ján Ludvík Hoch war ein Sohn des Viehhändlers Michael Hoch und der Anne Slomowitz. 1939 wurde das tschechoslowakische Gebiet von Ungarn annektiert. Ein großer Teil der Familie wurde im Holocaust umgebracht. Maxwell gelangte 1940 als 17-jähriger Flüchtling nach Großbritannien.
Als Mitglied des Royal Pioneer Corps, ab 1943 des North Staffordshire Regiments, nahm er am Zweiten Weltkrieg teil und wurde 1945 zum Captain befördert. In der Nachkriegszeit arbeitete er als Presseoffizier für die britische Militärregierung im besetzten Berlin. Als Army-Captain Robert Maxwell vergab er im besetzten Berlin Verlagslizenzen. Dort konnte er Kontakte zum Wissenschaftsverlag Julius Springer knüpfen. 1951 erwarb er drei Viertel des Butterworth-Springer-Verlags, der unter dem Namen Pergamon Press die Methoden des Springer-Verlags in Großbritannien anwenden sollte. Maxwell baute Pergamon Press zu einem wissenschaftlichen Verlagsimperium aus. Daneben wurde er als „Pressezar“ bekannt: Unter anderem besaß er mehrere der auflagenstärksten britischen Zeitungen, darunter den Daily Mirror.
Von 1964 bis 1970 war Maxwell Parlamentsabgeordneter für die Labour Party.
Ab den 1970er Jahren war Maxwell in mehrere Rechtsstreitigkeiten verwickelt. Er galt als exzentrisch. Maxwell interviewte im Juli 1980 Erich Honecker und veröffentlichte auch dessen Autobiographie Aus meinem Leben im Rahmen der Serie Leaders of the World. 1988 kaufte er den britischen Verlag Macmillan, Inc. für 2,6 Milliarden US-Dollar. 1990 übernahm er die New Yorker Zeitung Daily News und gründete die Wochenzeitung The European. Zugleich investierte er während der Wendezeit in Osteuropa. Damit hatte sein Medienkonzern, der seit 1987 Maxwell Communication Corporation (MCC) hieß, die größte Ausdehnung erreicht. Dabei hatte er sich jedoch stark verschuldet. Pergamon Press und Maxwell Directories musste er 1991 für 440 Millionen britische Pfund an Elsevier verkaufen, um laufende Kredite bedienen zu können.
Robert Maxwell verschwand 1991 auf nicht geklärte Weise von der nach seinem neunten Kind benannten Hochseeyacht Lady Ghislaine, die er dem saudiarabischen Waffenhändler Adnan Kaschoggi abgekauft hatte. Sein Leichnam wurde nackt in ruhigem Wasser vor den Kanarischen Inseln aufgefunden. Da sich Maxwell in seinen letzten Jahren auf seine jüdischen Wurzeln besonnen hatte, wurde er auf dem Jüdischen Friedhof am Ölberg in Jerusalem bestattet. Der Journalist Seymour Hersh hatte Maxwell kurz vor dessen Tod Kontakte zum israelischen Geheimdienst Mossad im Zusammenhang mit dem israelischen Atomprogramm nachgesagt, die Maxwell dementierte.
Bald nach seinem Tod wurde bekannt, dass Maxwell Bilanzen gefälscht und Gelder aus dem Pensionsfonds seiner Mitarbeiter veruntreut hatte. Die Verschuldung seines Konzerns wurde Ende 1991 auf rund 3 Milliarden Pfund (rund 4,5 Mrd. Euro) beziffert. Zwei seiner neun Kinder wurden 1992 wegen der Pensionsfonds-Affäre festgenommen und der Verschwörung zum Betrug angeklagt, 1996 aber freigesprochen. Nach Maxwells Tod erschienen mehrere Biographien, deren Veröffentlichung er zu Lebzeiten stets verhindert hatte.

## Familie
Seine Frau Elisabeth Maxwell starb im Sommer 2013 im Alter von 92 Jahren in der Dordogne in Frankreich. Sie hatten 1945 geheiratet. Das Paar hat neun Kinder, von denen zwei früh verstorben sind. Elisabeth Maxwell hatte im Alter von 60 Jahren einen Doktorgrad erworben und sich zeit ihres Lebens der Erforschung des Holocaust gewidmet.
Die Sexualstraftäterin Ghislaine Maxwell ist die Tochter von Robert und Elisabeth Maxwell.

## Belletristik und Gerüchte
Der ehemalige Mossad-Agent Victor Ostrovsky behauptete in seinem erstmals 1994 veröffentlichten Buch Geheimakte Mossad, Maxwell sei auf persönlichen Befehl Jitzchak Schamirs durch ein Kidon-Kommando ermordet worden, weil dieser befürchtet habe, der Sayan Maxwell könne Kontakte des Mossad zum KGB-Chef Wladimir Krjutschkow und eine mögliche Verwicklung in den Augustputsch 1991 offenlegen.
In Henning Mankells Roman Der Mann, der lächelte (Mannen som log) tritt Robert Maxwell als ehemaliger Geschäftspartner des fiktiven, undurchsichtigen Wirtschaftsmoguls Alfred Harderberg auf. Auch sein ungeklärter Tod, um den sich zahlreiche Verschwörungstheorien ranken, wird erwähnt.
Jeffrey Archers Roman Imperium basiert zu großen Teilen auf Maxwells Lebensweg und dessen jahrelangem Machtkampf mit Rupert Murdoch, das größte Medienimperium weltweit zu besitzen. Den Angaben des Schriftstellers zufolge soll die darin erzählte Geschichte zu 78 Prozent auf Tatsachen beruhen.
Klaus Kinski, der ebenfalls 1991 starb, gab in seinem letzten Interview an, ein guter Freund Maxwells zu sein.